# Ride or Die
Ride or Die também conhecido como Hustle and Heat (Brasil: Fora do Jogo ) é um filme de drama policial de 2003 escrito por Duane Martin e Jay Wolcott. O filme foi dirigido por Craig Ross, Jr.. O elenco inclui Duane Martin, Vivica A. Fox e Meagan Good.

## Sinopse
Conrad "Rad" McRae (Duane Martin), está na trilha do homem que assassinou o seu amigo de longo da vida, Benjamin (Jadakiss), um rapper em ascensão. Especialista em armas Lisa (Vivica A. Fox) é sócia com McRae e auxilia-lo em sua busca por justiça. No centro de sua investigação é o ex-produtor de Benjamin, B. Free (Michael Taliferro), que controla um negócio bastante poderoso que muitas vezes lida com atividades ilegais.

## Elenco
- Duane Martin –  Conrad "Rad" McRae
- Vivica A. Fox –  Lisa
- Meagan Good –  Fake Venus
- Michael Taliferro –  B Free
- Jadakiss –  Benjamin / Killer Ben
- Geoffrey Blake –
- Daniel Dae Kim –  Miyako
- Sticky Fingaz –  Demise
- Iona Morris –
- Miranda Kwok –  Tommy Wong
- Stacey Dash –  Real Venus
- Gabrielle Union –  Mulher mascarada
- Faizon Love –  David Rabinowitz
- Zachary Williams – jogador de basquete